# Take It from the Man!
Albums de The Brian Jonestown Massacre
Their Satanic Majesties' Second Request
(1996) Thank God For Mental Illness
(1996)
Take It from the Man! est le troisième album de The Brian Jonestown Massacre sorti le 28 mai 1996. C'est le premier des trois albums réalisés par le groupe en 1996 précédant Their Satanic Majesties' Second Request. Il y a un changement de style musical, il comporte des influences des années 60 notamment des débuts des Rolling Stones.
Toutes les chansons ont été écrites par Anton Newcombe, sauf Oh Lord, B.S.A., Cabin Fever et In My Life qui ont été écrites par Matt Hollywood. L'album a été produit par Larry Thrasher de Psychic TV.
Straight Up and Down a été utilisée comme thème musical pour la série télévisée dramatique Boardwalk Empire sur le réseau câblé américain HBO. La chanson apparaît deux fois sur l'album (piste 6 et 18), une deuxième fois en version longue. À noter sur cette dernière version, l'apport des cœurs de "Sympathy for the Devil" des Rolling Stones et de "Hey Jude" des Beatles à la fin du morceau.

## Liste des titres
| 1.    | Vacuum Boots                             | 3:02  |
| 2.    | Who?                                     | 2:53  |
| 3.    | Oh Lord                                  | 3:20  |
| 4.    | Caress                                   | 2:30  |
| 5.    | (David Bowie I Love You) Since I Was Six | 3:24  |
| 6.    | Straight Up and Down                     | 4:30  |
| 7.    | Monster                                  | 3:16  |
| 8.    | Take It from the Man                     | 2:40  |
| 9.    | B.S.A                                    | 4:32  |
| 10.   | Mary Please                              | 4:10  |
| 11.   | Monkey Puzzle                            | 4:03  |
| 12.   | Fucker                                   | 2:12  |
| 13.   | Dawn                                     | 2:00  |
| 14.   | Cabin Fever                              | 7:56  |
| 15.   | In My Life                               | 2:22  |
| 16.   | The Be Song                              | 3:26  |
| 17.   | My Man Syd                               | 1:50  |
| 18.   | Straight Up and Down [Long Version]      | 11:07 |
| 69:13 |                                          |       |

## Personnel
- Anton Newcombe - Guitare, basse, batterie, chant
- Matt Hollywood - Basse, guitare
- Joel Gion - Percussion
- Dean Taylor - Guitare
- Jeff Davies - Guitare
- Brian Glaze - Batterie
- Mara Keagle - Chant
- Dawn Thomas - Accordéon